# Ingenio San Pablo

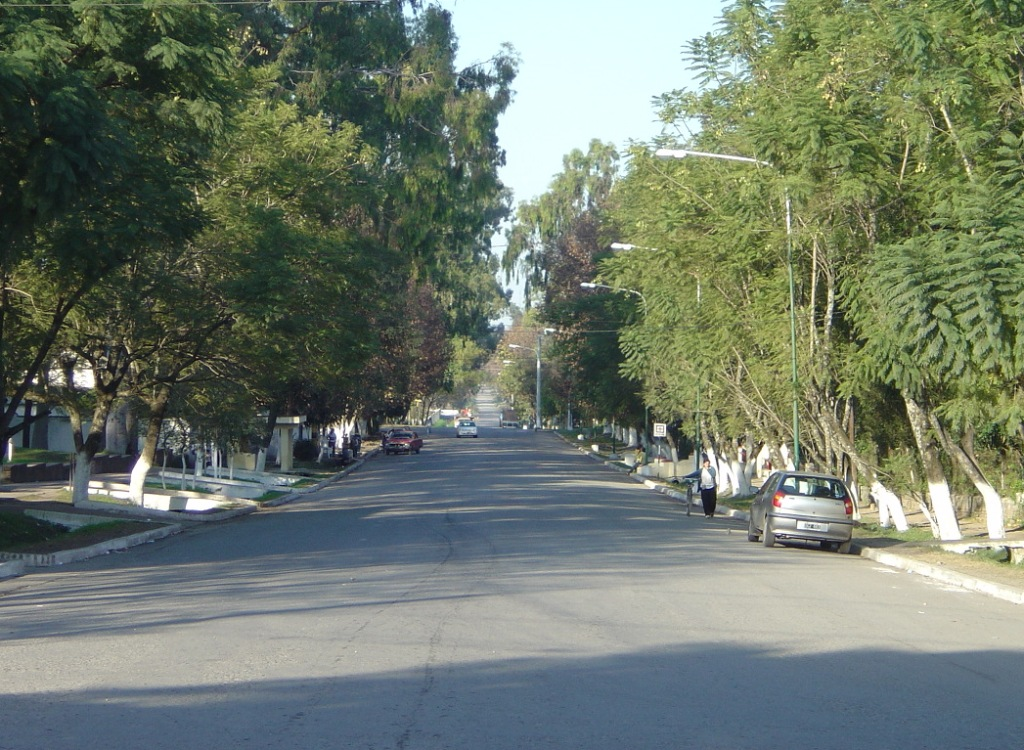
Calle principal de San Pablo.

Ingenio San Pablo o San Pablo es una localidad argentina ubicada en el departamento Lules de la provincia de Tucumán. Se encuentra al pie de las Sierras de San Javier. La localidad giró en torno a la actividad del ingenio homónimo hasta que este cerró en 1989.
Se halla a 13 km al sudoeste de San Miguel de Tucumán, en la zona de llanura contigua a las Sierras de San Javier. El municipio se denomina San Pablo y Villa Nougués por abarcar también la zona de montaña contigua en la que se erige la población de Villa Nougués, con origen como caserío de los dueños del ingenio.

## Población

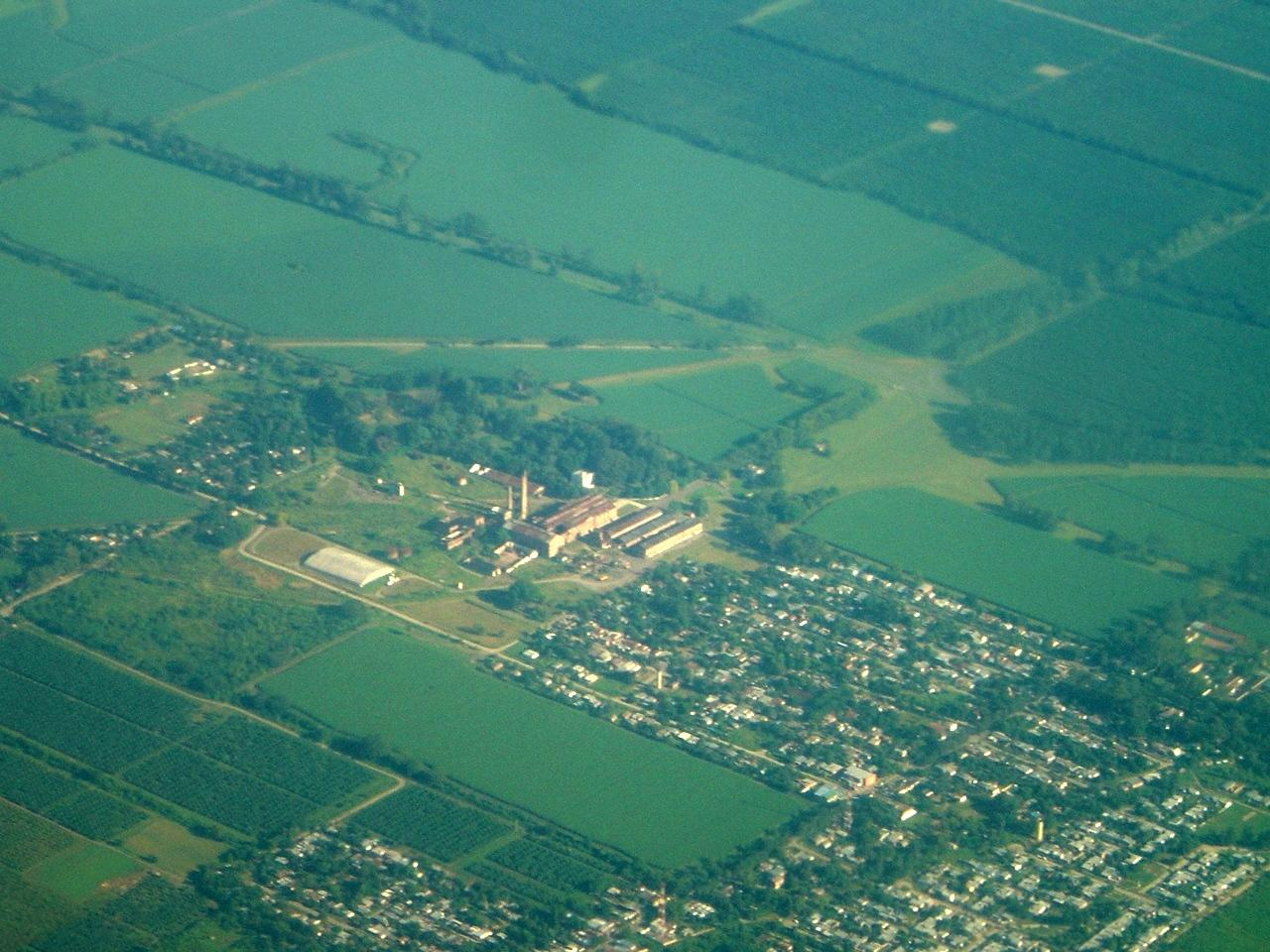
Imagen aérea, donde se aprecia el ingenio azucarero.

Cuenta con 9,620 habitantes (Indec, 2010), lo que representa un incremento del 18% frente a los 8,139 habitantes (Indec, 2001) del censo anterior.
| Gráfica de evolución demográfica de Ingenio San Pablo entre 1960 y 2010 |
|                                                                         |
| Fuentes: INDEC                                                          |

## Historia
Tras la llegada de los españoles Melián de Leguizamón se convirtió en la primera propietaria de estas tierras en 1592. En 1670 la Compañía de Jesús adquirió las mismas a su nieta Jordana de Trejo Leguizamón. En 1767 con la expulsión de los jesuitas ya figuraba la Estancia de San Pablo, con una extensión que contenía El Manantial y Las Sierras de San Javier, así como también existía un asentamiento poblacional. En el monte circundante se extraía madera para la fabricación de carretas. José Domingo Ayala compró las tierras y en 1826 las vendió a Jean Nougués, ciudadano francés.
El 3 de abril de 1821 se produjo una contienda entre las tropas tucumanas encabezadas por el coronel mayor Bernabé Aráoz y el coronel Abraham González contra las tropas lideradas por el entonces militar tucumano Alejandro Heredia, en el manantial de Marlopa, próximo al obraje de San Pablo con la victoria de los primeros. El 24 de agosto del mismo año también en el rincón de Marlopa se enfrentaron las fuerzas de Javier López y Bernabé Aráoz, en las cuales venció López y tomó control del gobierno.
En 1832 Nougués instaló el ingenio San Pablo con un primitivo trapiche de madera, pero el lugar definitivo recién llegaría en 1855, cuando debió ser mudado a un mejor terreno y alejado de la zona de acampe de tropas invasoras. Nougués añadió al ingenio otras actividades como una curtiduría, aserradero y un molino harinero. Formalmente se considera fundado el pueblo de San Pablo cuando se levantaron las primeras casas para el personal trabajador del ingenio, aproximadamente en el año 1860. En 1875 llegó un contingente de 38 familias de indios prisioneras de la zona de la actual Provincia del Chaco, quienes se instalaron en el lugar y contribuyeron al desarrollo del ingenio y el poblado. En 1876 llegó el ferrocarril a San Miguel de Tucumán y el ingenio lo aprovechó para modernizarse, en 1882 por ejemplo instalaron las primeras máquinas de vapor.
En 1911 se fundó el club del pueblo, pero su estadio debió ser trasladado a su actual ubicación en 1919. En la década siguiente se creó el hospital. El templo católico de Nuestra Señora del Pilar se edificó en 1941.
En 1975 la localidad sufrió el terrorismo de Estado, entre otros crímenes de lesa humanidad llevaron detenidos ilegalmente a decenas de personas en un casamiento. Este caso fue juzgado en el marco del Juicio del Operativo Independencia I.
En 1987 varios factores llevaron a la quiebra del ingenio. Durante dos años estuvo a cargo de CATSA, un grupo de cañeros, pero luego permaneció cerrado hasta 1992. Dicho año el ingenio abrió temporalmente, hasta que debió suspender las actividades con el corte del suministro de gas. En 1996 se anunció el desguace definitivo, el cual se finalizó aun con la tenaz resistencia de los vecinos de San Pablo.